# Züri West
Züri West est un groupe suisse de musique originaire de Berne, fondé en 1984 par Kuno Lauener, Markus Fehlmann, Peter Schmid et Sam Mumenthaler. Les chansons sont pour la plupart composées en suisse allemand.

## Origines
Il fut formé en 1984 par Kuno Lauener, Sam Mumenthaler, Küse Fehlmann et Peter Schmid. Il portait alors le nom de "Sweethome Pyjamas" ; quelques semaines plus tard, il fut changé pour "gianni Panini", avant de devenir Züri West. Leur premier album, Sport & Musik sort en 1987. Après Super 8, paru en 1999, le groupe se sépare du guitariste Peter von Siebenthal et du bassisite Martin Gerber. À leur place viennent Tom Etter (guitare), Jürg Schmidhauser (basse) et Oli Kuster (clavier).

## Discographie

### Album studio
- 1985 - Splendid (Maxi-Single)
- 1987 - Sport & Musik
- 1989 - Bümpliz-Casablanca
- 1990 - Elvis
- 1991 - Arturo Bandini
- 1994 - Züri West
- 1996 - Hoover Jam
- 1999 - Super 8
- 2001 - Radio zum Glück
- 2003 - Retour (Best of)
- 2004 - Aloha from Züri West
- 2008 - Haubi Songs
- 2010 - HomeRekords
- 2012 - Göteborg
- 2017 - Love
- 2023 - Loch dür Zyt

### Album live
- 1986 - Kirchberg (Maxi Single)
- 1992 - Winter Tour

## Films
- Annina Furrer / Regula Begert: Züri West - am Blues vorus....

## Sources
- (de) Cet article est partiellement ou en totalité issu de l’article de Wikipédia en allemand intitulé « Züri West » (voir la liste des auteurs).